# میکوباسیلین
میکوباسیلین (به انگلیسی: Mycobacillin) با فرمول شیمیایی C65H85N13O30 یک ترکیب شیمیایی با شناسه پاب‌کم 16129676 است که جرم مولی آن ۱۵۲۸٫۴۴ گرم بر مول می‌باشد. 